# Jackner Louis
Jackner Louis (ur. 15 stycznia 1993) – bahamski piłkarz występujący na pozycji pomocnika, obecnie zawodnik Dynamos FC.

## Kariera klubowa
Louis piłkarską karierę rozpoczynał w wieku 18 lat w zespole Dynamos FC. W BFA Senior League zadebiutował podczas sezonu 2011.

## Kariera reprezentacyjna
W seniorskiej reprezentacji Bahamów Louis zadebiutował 2 lipca 2011 w spotkaniu z Turks i Caicos, wchodzącym w skład eliminacji do Mistrzostw Świata 2014. W tym samym meczu zdobył także premierowego gola w kadrze narodowej, w doliczonym czasie gry ustalając wynik na 5:0.